# Винко Пајић
Винко Пајић (Сплит, 27. мај 1912 — Сињ, 17. август 1941), учесник Народноослободилачке борбе и народни херој Југославије.

## Биографија
Рођен је 27. маја 1912. године у Сплиту, у земљорадничкој породици. Бавио се земљорадњом. Као младић, укључио се у револуционарни покрет, а 1939. године примљен је у Комунистичку партију Југославије. Највише је радио на ширењу политичког утицаја КПЈ међу земљорадницима.
У данима Априлског рата 1941, Пајић је са својом породицом склонио веће количине оружја, које су комунисти отели из касарни на Грипама од страже Мачекове заштите. Овим оружјем су делимично били наоружани први партизани из Сплита. У темељима своје куће сачинио је једно од првих и већих складишта оружја и ратног материјала. Ту се, у лето 1941, налазила извесно време и Техника Покрајинског комитета КПХ за Далмацију и излазио орган ПК КПХ за Далмацију, „Наш извјештај“. У кући и око ње одржавани су састанци и договори комуниста око организовања и вођења оружане борбе.
Крајем јуна 1941, постао је члан борбених одреда за извођење саботажа, диверзија и оружаних напада на фашисте. Деветог августа 1941, приликом формирања Сплитског партизанског одреда, Винко је ступио у одред састављен од комуниста и скојеваца, претежно радника. Сплитски одред кренуо је на задатак 11. августа 1941, увече, из Сплитског поља, преко Мосора, па за Динару.
Непријатељ је открио кретање одреда и упутио против њега јаке снаге. После напорног тродневног марша, одред је стигао пред зору и улогорио се близу села Кошуте. Борци одреда изненада су били нападнути од усташа и жандара, рано ујутру 14. августа. Иако изненађени, борци су се брзо организовали и одбили напад непријатеља. У том сукобу, Пајић је био тешко рањен. Командир одреда, Мирко Ковачевић, тада је наредио да се одред повуче на нови положај у шумарку иза озидане ограде. Заштитници одреда, пушкомитраљесцу Инђи Марковићу, и његовом помоћнику Алфиревићу, наредио је да штите и омогуће пребацивање одреда на нови положај. Тешко рањени Пајић добровољно се придружио извршавању овог задатка. Када су другови хтели да га понесу до новог положаја, он се томе супротставио и остао да им чува одступницу. Заједно с пушкомитраљесцем и његовим помоћником, Пајић је одбио непријатељске војнике и омогућио повлачење својих другова на бољи положај. Сада је требало да се повуче и заштитница. Пушкомитраљезац и његов помоћник хтели су да понесу рањеног Пајића на нови положај. Пајић је поново одбио и остао као њихова заштитница.
Пајић је држао положај и одбијао нападе непријатеља све до сумрака, када се онесвестио од умора. Усташе су га заробили и одвели у сињски затвор. Тамо је био подвргнут мучењу, али ништа није одао непријатељу. Издахнуо је у затвору од последица мучења и рањавања, 17. августа 1941. године.
Указом председника Федеративне Народне Републике Југославије Јосипа Броза Тита, 24. јула 1953. године, проглашен је за народног хероја.